# وجیه‌الله فرد مقدم
وجیه الله فرد مقدم (زادهٔ ۱۳۲۴ در تهران – درگذشتهٔ ۱۷ فروردین ۱۳۹۲در تهران) کارگردان و فیلم‌نامه‌نویس و انیماتور ایرانی بود.
مقدم دارای مدرک درجه یک هنری از وزارت فرهنگ و ارشاد اسلامی (معادل دکتری) بود.
عبدالله علیمراد در مورد او گفته‌است: «مقدم خلاق بود و پنجه توانایی در طراحی و نقاشی داشت، عاشق انیمیشن بود، پرشور بود، خوش زبان و بزله گو و ما از مصاحبت با او لذت می‌بردیم».

## آثار

### فیلم پویا نمایی
- مزاحم‌ها (برندهٔ دیپلم افتخار جشنوارهٔ فیلم‌های دانشجویی اسپانیا)
- تقلید
- جورجورک
- بازگشت
- در کنار هم
- با هم
- لالایی عاشورا
- یار هم
- در کنار هم
- لی‌لی لی‌لی حوضک
- زنده مرد و قولش (کسب دیپلم افتخار از جشنواره بین‌المللی فیلم رشد)

در سال ‍۱۳۹۳ آثار مقدم در بخش ویژه یادمان درنهمین جشنواره بین‌المللی پویانمایی کانون مرور شد.